# Tendral de Reus (pera)
Tendral de Reus, es el nombre de una variedad cultivar de pera europea Pyrus communis. Esta pera está cultivada en la colección de la Estación Experimental Aula Dei (Zaragoza). Esta pera también está cultivada en diversos viveros entre ellos algunos dedicados a conservación de árboles frutales en peligro de desaparición. Esta pera variedad muy antigua es originaria de España, en Reus Tarragona (comunidad autónoma de Cataluña), y tuvo su mejor época de cultivo comercial antes de la década de 1960, y actualmente en menor medida aún se encuentra.

## Sinonimia
- "Cristalina de Reus".[1]

## Historia
En España 'Tendral de Reus' está considerada incluida en las variedades locales autóctonas muy antiguas, cuyo cultivo se centraba en comarcas muy definidas. Se caracterizaban por su buena adaptación a sus ecosistemas y podrían tener interés genético en virtud de su adaptación. Se encontraban diseminadas por todas las regiones fruteras españolas, aunque eran especialmente frecuentes en la España húmeda. Estas se podían clasificar en dos subgrupos: de mesa y de cocina (aunque algunas tenían aptitud mixta).
'Tendral de Reus' es una variedad clasificada como de mesa, se utiliza también en la cocina, difundido su cultivo en el pasado por los viveros comerciales y cuyo cultivo en la actualidad se ha reducido a huertos familiares y jardines privados.

## Características
Esta variedad es oriunda de Reus Tarragona, aunque también se han encontrado ejemplares en las provincias de Gerona y Lérida.
El peral de la variedad 'Tendral de Reus' tiene un vigor medio; florece a finales de abril; tubo del cáliz en forma de embudo, amplio, con conducto bastante largo; estambres con la base algo gruesa.
La variedad de pera 'Tendral de Reus' tiene un fruto de tamaño medio a muy grande; forma piriforme truncada o turbinada truncada, con cuello muy poco acentuado o casi nulo, ligeramente asimétrica, y contorno irregular; piel lisa y brillante; color de fondo amarillo verdoso con chapa de extensión variable, desde casi imperceptible, hasta la mitad del fruto, de bonito color ciclamen llegando a rojo vivo, ligeramente barreado, exhibe un punteado abundante, muy visible, con aureola verdosa sobre el fondo y roja o imperceptible sobre la chapa, "russeting" (pardeamiento áspero superficial que presentan algunas variedades) débil; pedúnculo de longitud variable, medianamente grueso y en general algo carnoso, sobre todo en la base; cavidad peduncular muy estrecha, bastante profunda, mamelonada, irregular; cavidad calicina estrecha o media, poco profunda, bordes ondulados y paredes a veces acostilladas; ojo grande, abierto y de forma irregular; sépalos anchos, estrangulados en la base y acuminadas las puntas, teñidos de rojo vivo y algo lanosos en su interior, extendidos o rizados hacia fuera, entre las bases separadas de los sépalos suele encontrarse unas pequeñas protuberancias que son las que originan el acostillado de la cavidad del ojo.
Carne de color blanco; textura de tipo firme y crujiente; sabor muy agradable, aromático, bueno; corazón de tamaño medio, situado muy próximo al ojo. Eje abierto con interior lanoso, anchura muy variable. Celdillas amplias. Semillas de tamaño pequeñas, alargadas, espolonadas, de color oscuro.
La pera 'Tendral de Reus' tiene una maduración durante la tercera decena de julio (en E. E. Aula Dei de Zaragoza). Aguanta en buenas condiciones un mes de almacenamiento en un ambiente refrigerado. Se usa como pera de mesa fresca.